# Park Je-un
Pour les articles homonymes, voir Park.
Park Je-un (coréen : 박제언), né le 11 mars 1993 à Pyeongchang,  est un coureur sud-coréen du combiné nordique. Il a concouru aussi en saut à ski.

## Biographie
Park fait ses débuts internationaux en 2009 en saut a ski et en 2010 en combiné dans des compétitions FIS, puis participe à deux éditions des Championnats du monde junior de saut à ski. En 2013-2014, il commence à se concentrer sur le combiné, obtenant peu de résultats en saut, prenant part à la Coupe continentale, où il obtient une sixième place en janvier 2016 à Pyeongchang. Il a reçu sa première sélection dans une compétition majeure en 2015 pour les Championnats du monde de Falun, où il se classe 49e et 43e en individuel.
En 2016, il court sa première manche de Coupe du monde de combiné nordique à Val di Fiemme. Un an plus tard, il marque son premier point pour la Coupe du monde dans sa ville natale Pyeongchang (30e).
Il a participé aux Jeux olympiques d'hiver 2018 à Pyeongchang dans son pays, à la fois en combiné nordique, en individuel et en saut à ski, dans l'épreuve par équipes. 

## Palmarès en combiné nordique

### Jeux olympiques d'hiver
| Épreuve / Édition   | Individuel     | Individuel     | Par équipes Grand tremplin |
| Épreuve / Édition   | Petit tremplin | Grand tremplin | Par équipes Grand tremplin |
| JO 2018 Pyeongchang | 46e            | 47e            | -                          |
| JO 2022 Pékin       | 42e            | 44e            | -                          |

### Championnats du monde
| Épreuve / Édition        | Gundersen      | Gundersen      | Relais | Sprint par équipes |
| Épreuve / Édition        | Petit tremplin | Grand tremplin | Relais | Sprint par équipes |
| Mondiaux 2015 Falun      | 49e            | 43e            |        |                    |
| Mondiaux 2017 Lahti      | 51e            | 50e            |        |                    |
| Mondiaux 2019 Seefeld    | 50e            | -              | -      | -                  |
| Mondiaux 2021 Oberstdorf | 44e            | 40e            | -      | -                  |

### Coupe du monde
- Meilleur classement général : 67e en 2017.
- Meilleur résultat individuel : 30e.

## Palmarès en saut à ski

### Jeux olympiques d'hiver
| Épreuve / Édition | Épreuve / Édition | Pyeongchang 2018 |
| Par équipes       | Par équipes       | 12e              |

### Championnats de Corée du Sud
- Vainqueur de la compétition individuelle en 2016.